# Villa Cigolotti
Villa Cigolotti è una dimora storica situata nel Comune di Vivaro, in località Basaldella. La Villa prende il suo nome dai primi proprietari e committenti dell'opera, i Conti Cigolotti.
A partire dalla fondazione di Villa Cigolotti nel 1740 e per i successivi 250 anni, la dimora è stata utilizzata come abitazione privata ad uso dei diversi proprietari susseguitisi nel corso dei decenni. Attualmente Villa Cigolotti è adibita a struttura di ricezione alberghiera ed eventistica.

## Storia

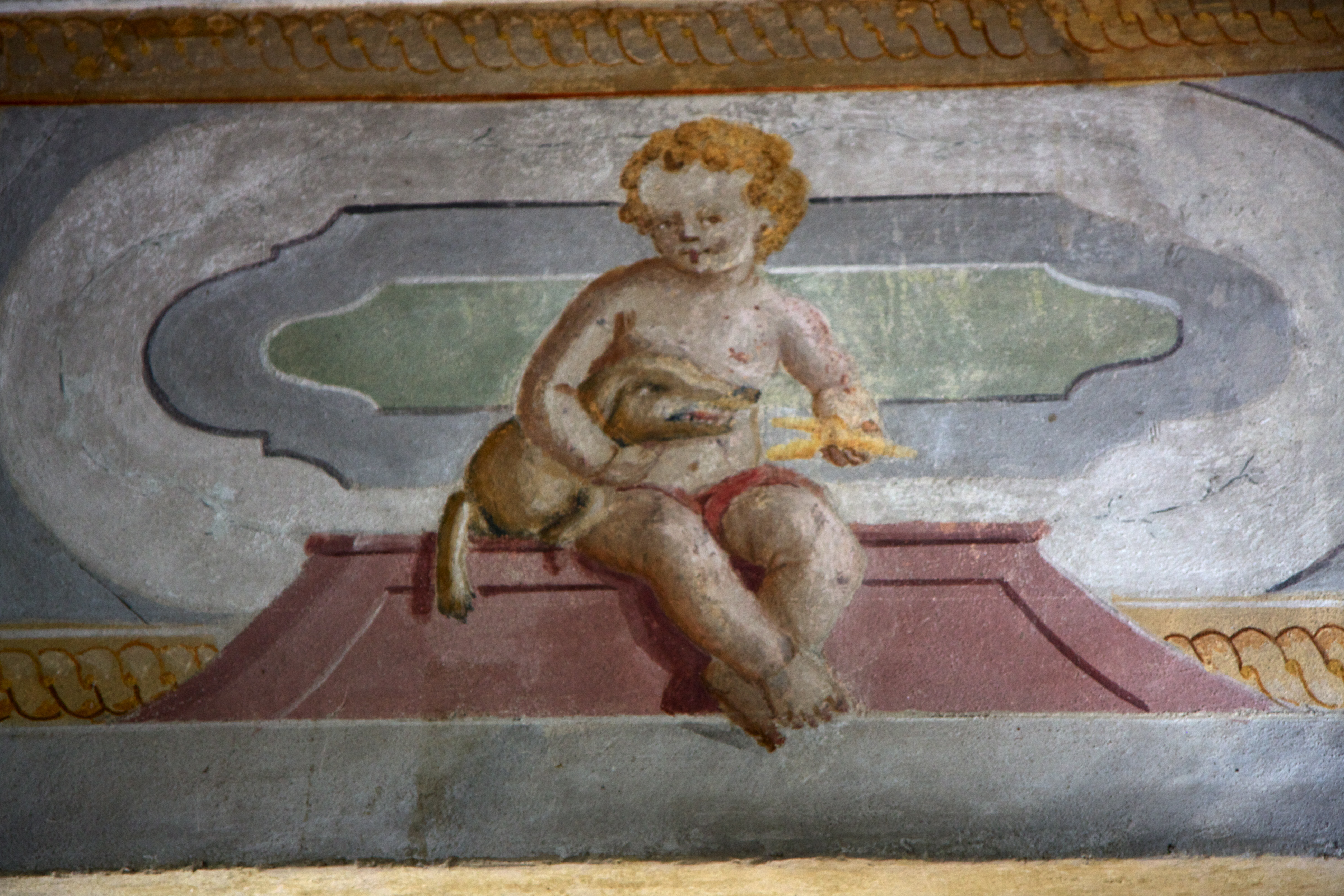
Affresco decorativo della Stanza dei Putti a Villa Cigolotti.

La fondazione della Villa fu commissionata dalla famiglia dei Conti Cigolotti; nobili originari della Val di Ledro, nel Trentino sud-occidentale, e storicamente al servizio della Repubblica di Venezia.
I lavori per la costruzione di Villa Cigolotti cominciarono nel 1740, quando la nobile famiglia dei Cigolotti necessitò di una dimora nel Friuli Occidentale, regione nella quale svolgeva i propri affari.
La famiglia Cigolotti era occupata nel settore dell’approvvigionamento del legname per conto della Repubblica Veneta grazie all'intermediazione dell'influente famiglia dei Correr, a cui i Cigolotti erano legati da ottimi rapporti. A causa del depauperarsi delle riserve boschive nelle zone d'origine, nei primi anni del ‘700 i Cigolotti si trasferirono nel Friuli Occidentale proprio su incarico dei Correr.
I Cigolotti reperivano il materiale nelle foreste delle Prealpi occidentali del Friuli, materiale che veniva poi recapitato a Venezia attraverso le vie d’acqua.
Nel 1740 il settore era fiorente e così pure gli introiti della famiglia, e grazie alle condizioni economiche favorevoli, i Cigolotti diedero inizio ai lavori di costruzione di una Villa nella località di Basaldella, nei pressi del villaggio Vivaro nella zona pedemontana del Friuli occidentale.
La posizione del lotto edificabile era strategica, in quanto non troppo distante dalle Prealpi e situata tra i letti di due fiumi, il Meduna e il Cellina, che costituivano delle vie d’acqua.
Il corpo dominicale della dimora venne costruito secondo i principi Palladiani di prassi all'epoca, seppur con una variante strutturale sull'asse longitudinale della Villa. Infatti nel lato orientale della Villa venne integrata una zona adibita a fogolar di tipica derivazione friulana; inusuale nelle strutture delle Ville Venete. Si presuppone quindi che la zona del fogolar fosse stata pre-esistente alla costruzione del corpo dominicale, e che la costruzione della Villa poggiasse sulle fondamenta di una precedente struttura abitativa. 

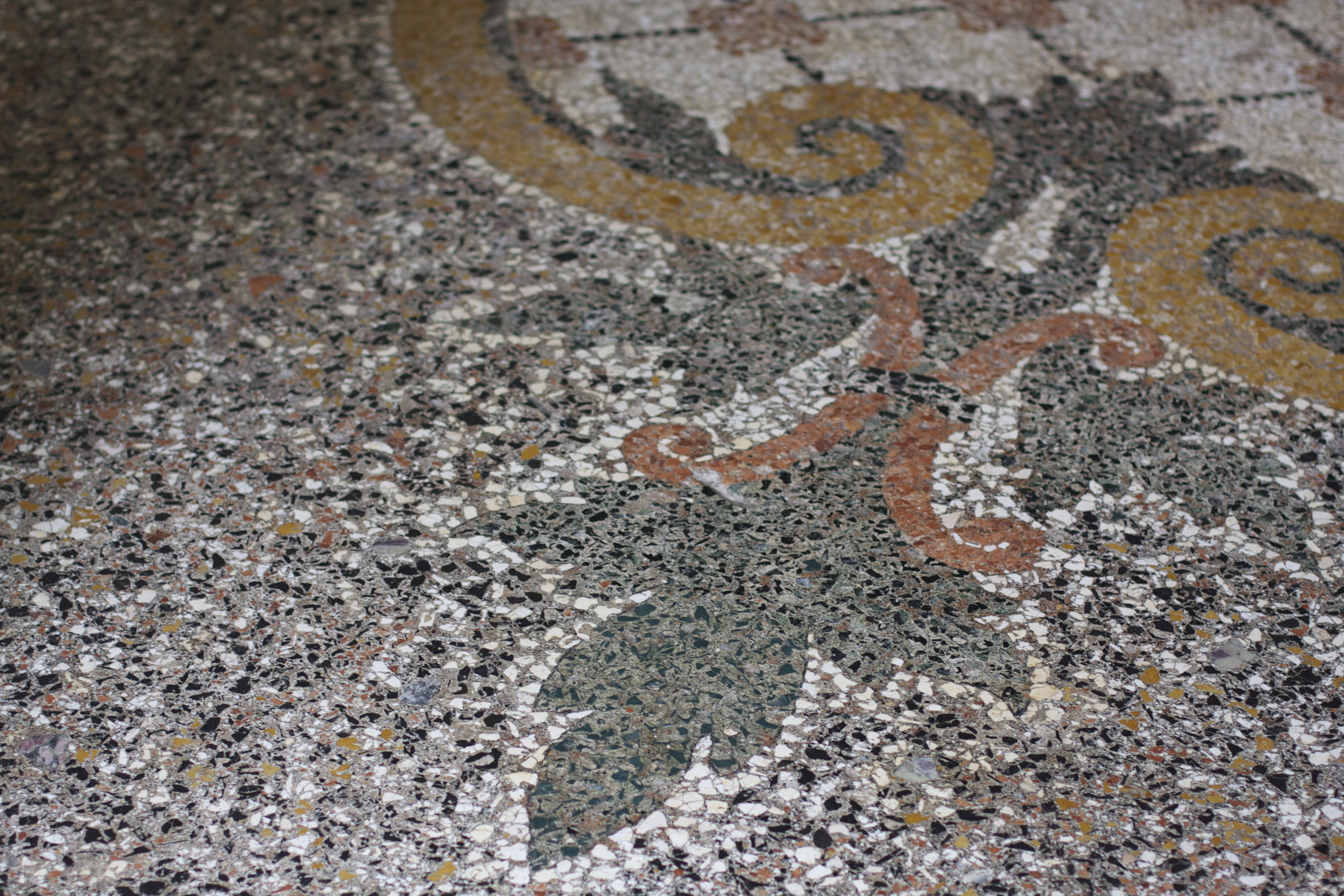
Dettaglio della pavimentazione in mosaico di Villa Cigolotti.

I preziosi mosaici in seminato veneziano che decorano a tutt’oggi i pavimenti della Villa furono eseguiti nel periodo dell'edificazione o negli anni immediatamente successivi.
Inizialmente, la Villa veniva usata solo come casa di villeggiatura nella stagione estiva; ma per la fine del XVIII secolo, la proprietà subì degli interventi strutturali che servirono ad ospitare la famiglia e i servitori per tutto il periodo dell’anno; in modo da essere più presenti sul territorio dove si svolgevano i loro affari e probabilmente anche a causa della caduta della Repubblica di Venezia nel 1797 e il successivo passaggio del territorio all’impero austriaco.

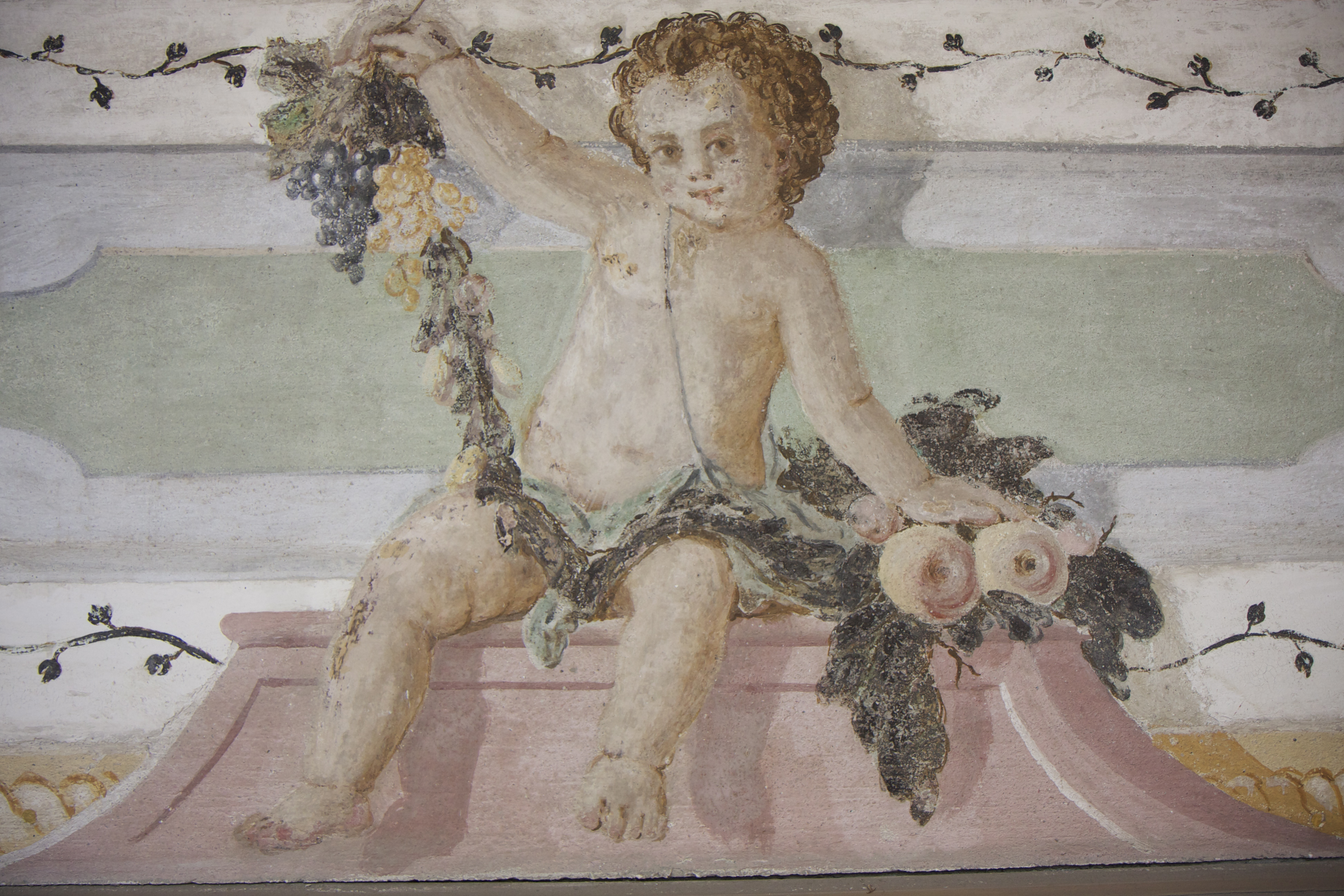
Affresco nella Sala dei Putti.

È stato proprio all’inizio del XIX secolo, con la definitiva stabilizzazione della famiglia nella Villa di Basaldella, che furono eseguiti gli affreschi e i fregi decorativi in un delicato stile neo-pompeiano; mentre i mosaici che decorano i pavimenti furono eseguiti a partire dal 1740 e negli anni immediatamente successivi.
Nella metà del XIX secolo, la famiglia Cigolotti si trasferì vendendo la Villa, che dal quel momento in poi è divenuta di proprietà di una serie di diverse famiglie locali, tra cui quella dei Miniscalco.

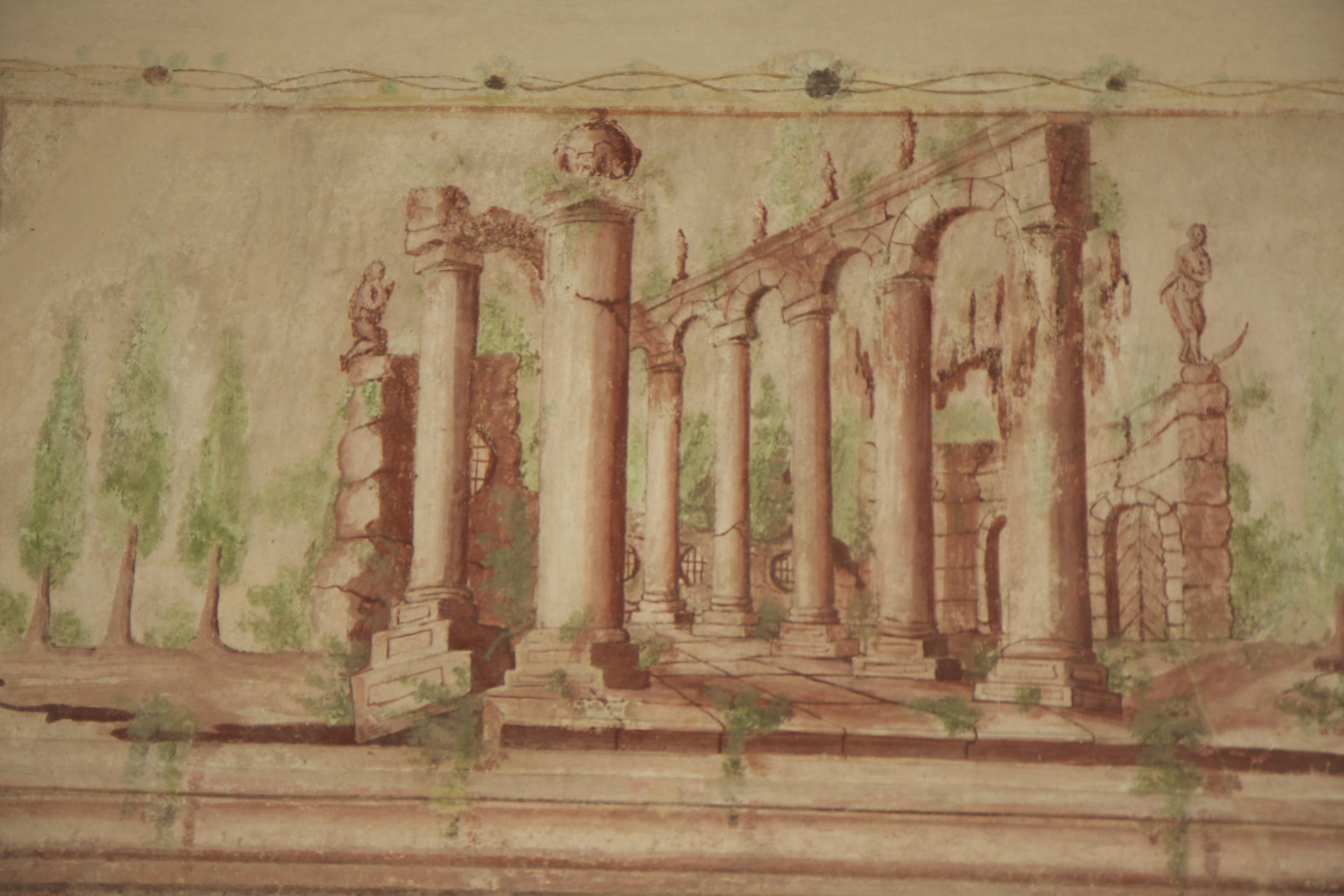
Affresco decorativo in stile neo-pompeiano, Stanza della Contessa.

Dalla seconda metà del XX secolo, nel periodo che va dalla fine della Seconda Guerra Mondiale alla fine del secolo, la Villa è sopravvissuta in un grave stato di abbandono che ne ha minato l’integrità anche a livello strutturale.
Nel 1996 Villa Cigolotti è stata acquistata da un privato che ne ha commissionato il processo di restauro, durato quattro anni, sotto la supervisione della sezione regionale del Ministero dei Beni Culturali.
Ad oggi Villa Cigolotti, interamente restaurata e ritornata al suo antico splendore, è adibita a struttura ricettiva per i servizi di ospitalità.

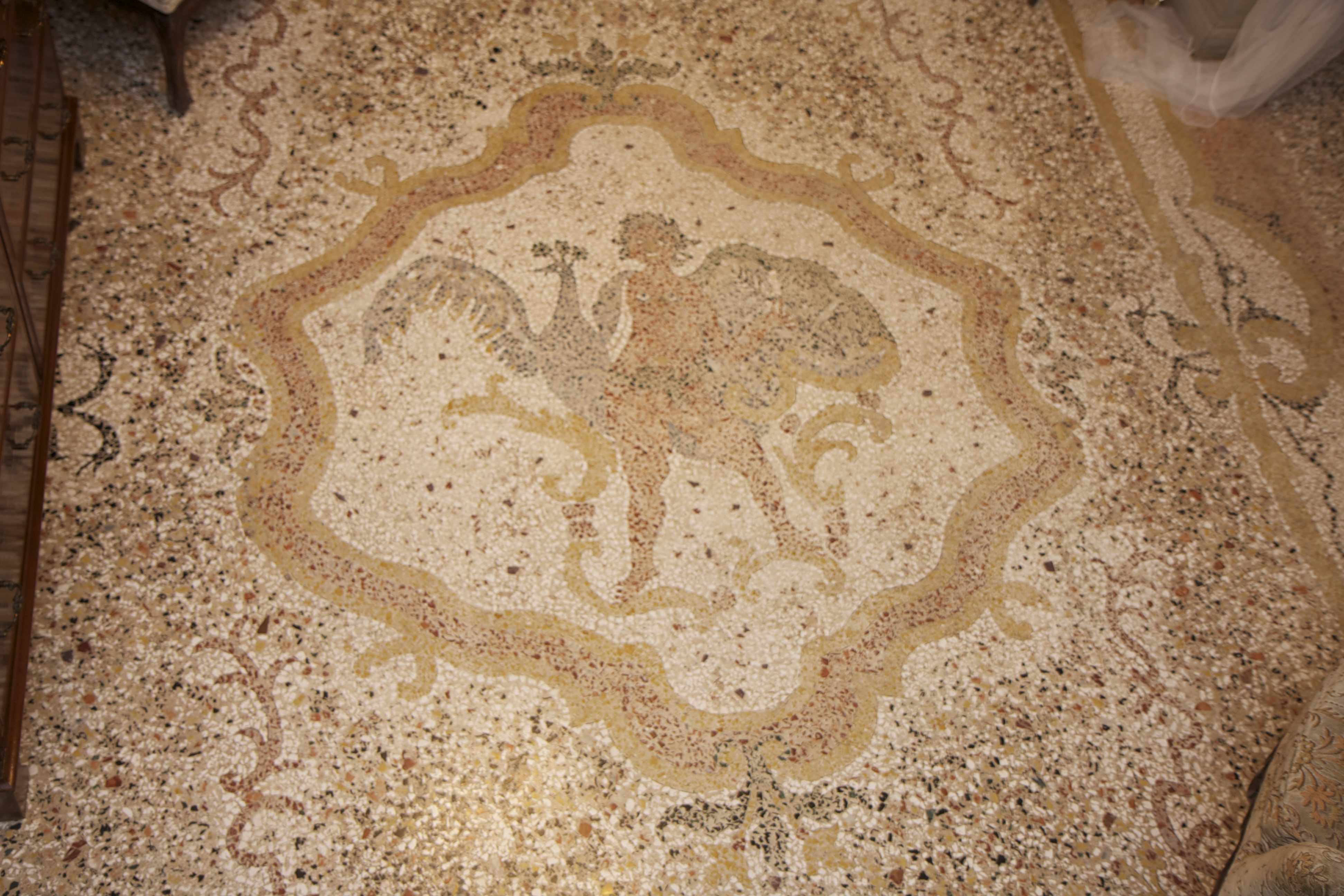
Mosaico pavimentale decorativo - Camera della Contessa.